# Клинтух
Кли́нтух (лат. Columba oenas) — вид птиц семейства голубиных, близкий родственник обитателя крупных городов сизого голубя, но в отличие от него отдающий предпочтение разнообразным светлым лесам и старым паркам, а не скалистым обрывам (в дикой природе) и центрам населённых пунктов.
Осторожная птица, в период размножения прячется в листве деревьев и замолкает при появлении человека или крупного животного. Гнездится в умеренных широтах Европы и Западной Сибири, а также на северо-востоке Африки. В зависимости от района обитания, оседлый, перелётный или частично перелётный вид. Обычная, но во многих местах немногочисленная птица.

## Описание

### Внешний вид
Длина тела 32—34 см, масса самца 303—365 г, масса самки 286—290 г, размах крыльев 63—70 см. По окраске имеет сходство с двумя распространёнными евроазиатскими видами — сизым голубем и вяхирем, однако в среднем несколько мельче обоих и имеет более короткий хвост. Все три вида отличаются голубовато-сизой окраской оперения и пурпурно-зеленоватым металлическим отливом на шее. У клинтуха по сравнению с диким сизарём окрас более монотонный, со слабо выраженными полосками на крыльях и без белого пятна на спине. Если снизу посмотреть на взлетающую птицу, то можно увидеть, что испод крыла серый — значительно более тёмный, чем у сизого голубя и вяхиря, и по тону почти не отличается от такого же тёмного брюха. Вяхирь выглядит гораздо массивнее остальных двух видов, и к тому же выделяется белым пятном на боках шеи. На груди клинтуха развит розовато-винный оттенок, более ярко выраженный, чем у сизого голубя, но занимающий меньшую площадь, чем у вяхиря. Радужина тёмно-коричневая, кожистое кольцо вокруг глаза голубовато-серое, клюв красный в основании жёлтый на конце, с белой восковицей. Ноги красные.
Самцы и самки внешне почти не отличаются: самка имеет слегка менее яркое оперение и более тёмный клюв. Молодые птицы ещё более тусклые, с буроватым оттенком. Металлический отлив на шее у молодняка не выражен. Выделяют 2 подвида клинтуха, с более светлой восточной формой: C. o. oenas Linnaeus, 1758 из Европы, Ирана, побережья Каспия и северо-восточного Казахстана, и C. o. yarkandensis Buturlin, 1909 из республик Средней Азии и западного Китая.

### Голос и поведение
Достаточно тихая птица. Голос самца — воркование, длинная серия монотонных и глухих двусложных звуков с ударением на первом слоге «гухуу-гухуу». Полёт энергичный; при взлёте издаёт резкий свист крыльями, аналогичный свисту бурого голубя (у других российских видов голубей такой звук не выражен). Во время размножения ведёт себя скрытно, прячась в густой листве деревьев и замолкая при приближении животных и человека. Кормится тут же, в непосредственной близости от гнезда на земле. На пролёте ещё более осторожен, обычно останавливается на недоступных для других животных ландшафтах.

## Распространение

### Ареал
Основная область распространения — полоса лесов и лесостепь в Западной Евразии к востоку до верховьев Иртыша и Салаирского кряжа, а также небольшой участок на северо-западе Африки вдоль побережья Средиземного моря от Марокко к востоку до Туниса, к югу до Атласских гор. В Европе гнездится почти повсеместно, однако отсутствует в высокогорных районах, Скандинавии севернее 64° с. ш. и северо-западе России к северу от Ладожского озера и Нижегородской области. На Урале гнездится к северу до 58° с. ш., восточнее к северу до 62° с. ш. Южная сплошная граница восточнее Волги проходит в промежутке между 51-й и 53-й параллелями: в районе Уральска, низовьев Илека, Костаная и Кокчетавской области. Южнее гнездится местами в Передней и Средней Азии, в том числе Турции, северной Сирии, прикаспийских районах Ирана.

### Места обитания
В гнездовой период отдаёт предпочтение лиственным и смешанным светлым лесам со старыми, дуплистыми деревьями; реже выбирает глухие высокоствольные пойменные леса. Часто селится на границе лесных участков и открытых пространств: на небольших лесистых островках, на значительных по площади вырубках, по окраинам полей, лугов, вдоль автомобильных дорог, в зоне степей в лесополосах и колках. Иногда гнездится в старых парках в черте города, если имеются подходящие для этого условия (деревья с большими дуплами). Как правило, не поднимается выше 500 м над уровнем моря, но в отдельных регионах встречается в гористой местности до 1000 м и выше: так, в Атласских горах обитает в смешанных дубово-сосново-кедровых лесах на высоте 1000—2300 м.

### Миграции
В Западной и Южной Европе, Передней Азии и Африке ведёт преимущественно оседлый образ жизни, на остальной части ареала перелётная либо частично перелётная птица, при этом процент мигрирующих птиц возрастает с юга на север. В Северной и Восточной Европе, а также в Сибири и Средней Азии — типично перелётный вид. Зимует в центральных и южных областях Европы (особенно многочисленен на Пиренейском полуострове и на юге Франции), к югу от Чёрного и Каспийского морей. К местам гнездовий возвращается рано — в марте-апреле, а в полосе степей многие птицы появляются ещё в феврале. Осенний отлёт в августе-сентябре, часть птиц покидает гнездовья в октябре. На пролёте держится стаями или небольшими группами, не формируя при этом какой-нибудь строевой порядок.

## Размножение

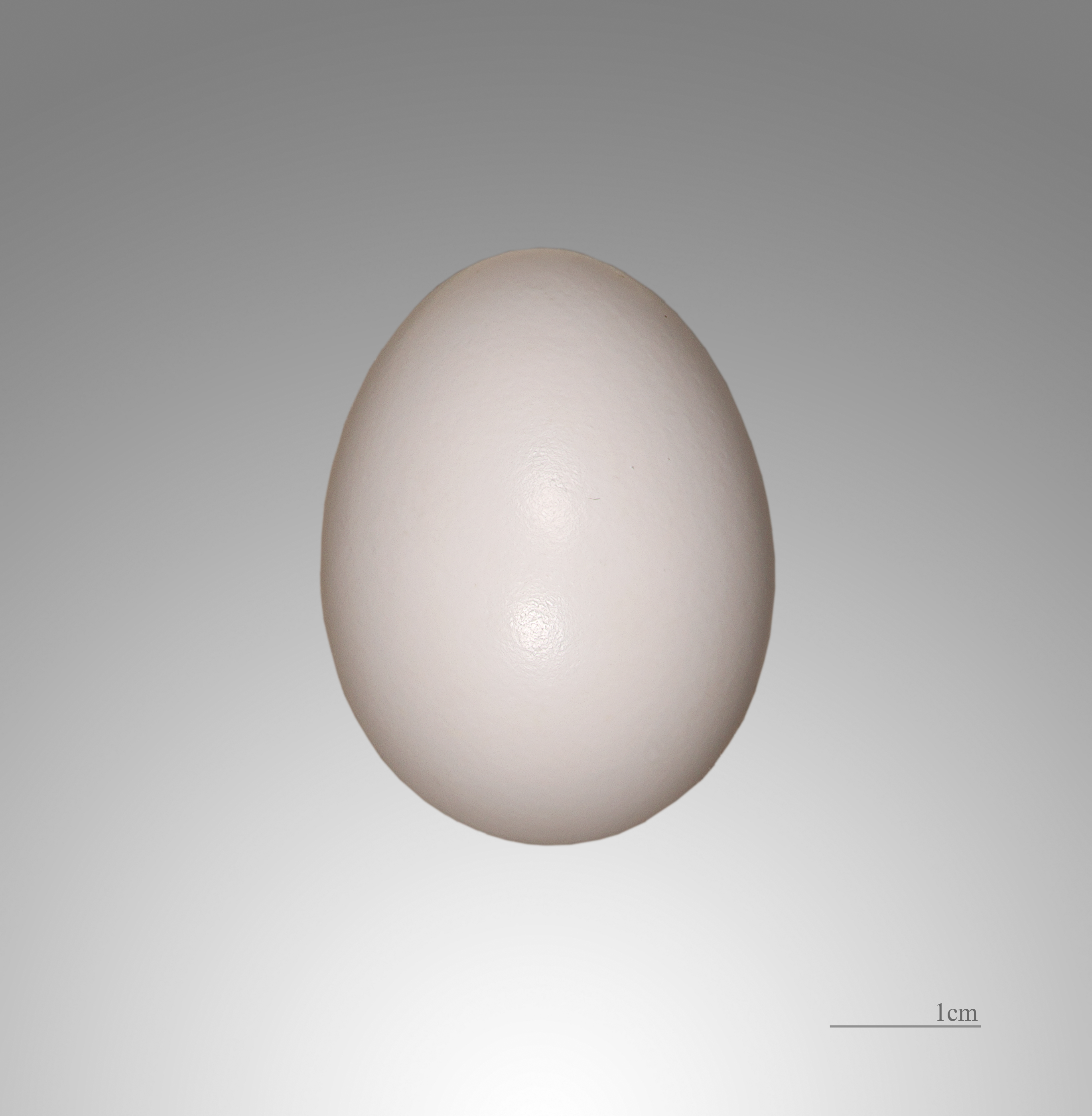
Columba oenas

Сезон размножения в апреле-октябре. Гнездится парами, но иногда при наличии нескольких стоящих рядом дуплистых деревьев образуются небольшие свободные колонии. Спариванию обычно предшествует брачное поведение самца, который воркует, усевшись на ветке в тени листвы возле будущего гнезда, или взлетает, крыльями издавая громкий свист. Гнездо устраивается в дупле старого дерева либо другой подходящей нише диаметром 180—290 мм — скалистой расщелине, норе берегового обрыва, в пустотах между корнями, заячьей норе. Охотно занимает дупла, выдолбленные желной, а также искусственные дуплянки. Само гнездо чаще всего представляет собой рыхлую постройку из травы и сучьев высотой 120—190 мм, диаметром лотка 100—140 мм и глубиной лотка 20-70 мм. Иногда подстилка не делается вовсе, и яйца откладываются прямо на древесную труху дупла.
В году одна или две кладки, первая из которых приходится на апрель или май, а вторая на июнь. Как и у других видов голубей, кладка состоит из двух, реже одного яйца белого цвета без рисунка. Размеры яиц: (36-37) х (26-29) мм. Насиживают обе птицы по очереди в течение 16—18 дней, однако бо́льшую часть времени проводит в гнезде самка. Вторая птица обычно кормится неподалёку либо тихо воркует, сидя на ближайшей ветке. В это время птиц трудно увидеть — как правило, их не видно в густой кроне листвы, к тому же они немедленно замолкают при приближении чужака. При возникновении опасности обе птицы покидают гнездо, а в случае гибели самки самец полностью берёт на себя заботу о потомстве. Птенцы появляются слепыми и беспомощными. Оба родителя обогревают и выкармливают потомство — сначала «голубиным молочком» (характерной для семейства питательной жидкостью, вырабатываемой в зобе), а затем семенами растений. Птенцы покидают гнездо и начинают летать через 18—30 дней (российские данные — 25—27 дней), однако ещё в течение нескольких дней подкармливаются родителями, прежде чем становятся полностью самостоятельными. Средняя продолжительность жизни составляет около 3 лет, а максимально известный возраст — 12 лет 7 месяцев — был отмечен в Швейцарии.

## Питание
Главным образом растительноядная птица. Питается семенами диких трав (лебеды, щавеля, мари), семенами сосны, буковыми орешками, желудями, зерном посевных культур, цветками фиалки, лютика и подмаренника. В значительно меньшей степени употребляет в пищу животные корма — насекомых и моллюсков, которые в первую очередь важны для самки весной. Корм всегда собирает с поверхности земли (по наблюдению Дементьева и Гладкова, птицы не берут зёрна даже со стоящей копны колосьев хлеба). Весной и летом посещает луга, засеянные поля и лесные поляны, чаще всего в непосредственной близости от гнезда. Иногда к местам кормёжки и на водопой отлетает достаточно далеко, за несколько километров. На пролёте и зимой посещает сельскохозяйственные угодья.